# Michelle Wild
Michelle Wild (16 de janeiro de 1980 — Sátoraljaújhely, Hungria) foi uma atriz pornô que trabalhou principalmente para o Private Media Group e "LUXx Video" (Hungria). Seu nome de batismo é Katalin Vad.

## Biografia
Ela trabalhou como operadora de sexo por telefone e como dançarina erótica, atividades que deixou ao envolver-se com a indústria de filmes adultos. Seu primeira participação foi em "Sex Opera", filmado em 2001, e subsequentemente atuou repetidamente na mesma companhia, Private.
Com o diretor Kovi, fez filmes como "Brides & Bitches" (Cio das Noivas) e 'The Sex Secrets of the Paparazzi" (Sob os Lençois da Suspeita). Também trabalhou com proeminentes diretores pornô como John Leslie (Crack Her Jack 1) e Rocco Siffredi (Animal Trainer # 5).
Venceu o prêmio de melhor atriz no "Erotic Festival de Bruxelas" em 2003. No mesmo ano a Private produziu uma espécie de "semi-documentário" intitulado "The Private Life of Michelle Wild". O filme apresenta trechos de entrevistas de Michelle falando sobre seus desejos, intercalados com cenas selecionadas de seus filmes.
Tornou-se muito popular no mídia húngara, onde fãs creditaram a ela uma excepcional inteligência e personalidade. Durante seus anos na indústria pornô, ela ganhou numerosos prêmios adultos em seu país.
Tinha uma coluna regular na revista masculina FHM e co-apresentou um "talkshow" em uma rádio na madrugada. Conheceu seu futuro marido nesse programa, um cocktail bartender que havia sido convidado a participar.
Deu à luz Málna em dezembro de 2004 e desde então aposentou-se da indústria pornô.
Agora Michelle interpreta "Ivett Janovics", enfermeira de um hospital no seriado chamado "Jóban-rosszban" (Tempos bons, tempos ruins) na TV2 húngara.